# District de Hasbaya
Le caza de Hasbaya est un district du Gouvernorat de Nabatieh au Sud-Liban. Le chef lieu du caza est la ville du même nom, Hasbaya. Une autre village important du Caza est celui de Kfarchouba. C'est dans ce caza que se situe aussi, pour les libanais, le territoire contesté des Fermes de Chebaa.

## Répartition confessionnelle des électeurs
Source: Version arabe.
| Confessions       | Pourcentage |
| TOTAL CHRÉTIENS   | 16 %        |
| ----------------- | ----------- |
| Maronites         | 4           |
| Grecs-orthodoxes  | 10          |
| Grecs-catholiques | 2           |
| Autres chrétiens  | 0           |
| TOTAL MUSULMANS   | 84 %        |
| Sunnites          | 0           |
| Chiites           | 0           |
| Druzes            | 84          |
| Alaouites         | 0           |